# Кьосейомер
Кьосейомер (на турски: Köseömer) е село в Източна Тракия, Турция, околия Хавса, вилает Одрин.

## География
Селото се намира източно от Одрин.

## История
В XIX век Кьосейомер е малко българско село в Хавсенска кааза на Одринския вилает на Османската империя. Според „Етнография на вилаетите Адрианопол, Монастир и Салоника“, издадена в Константинопол в 1878 година и отразяваща статистиката на населението от 1873 година, Кьосеомер (Keusse-Omour) има 5 домакинства и 20 българи.